# Tusendagarskriget
Tusendagarskriget  (1899–1902) (spanska: Guerra de los Mil Días), var ett inbördeskrig i Colombia (som då även bestod av det som senare kom att bli Panama) mellan Colombias konservativa parti, Colombias liberala parti och radikala avdelningar. 1899 anklagades de styrande konservativa för att försöka behålla makten genom valfusk. Situationen förvärrades av en ekonomisk kris orsakad av fallande kaffepriser på världsmarknaden, vilket drabbat liberalerna som förlorat makten.

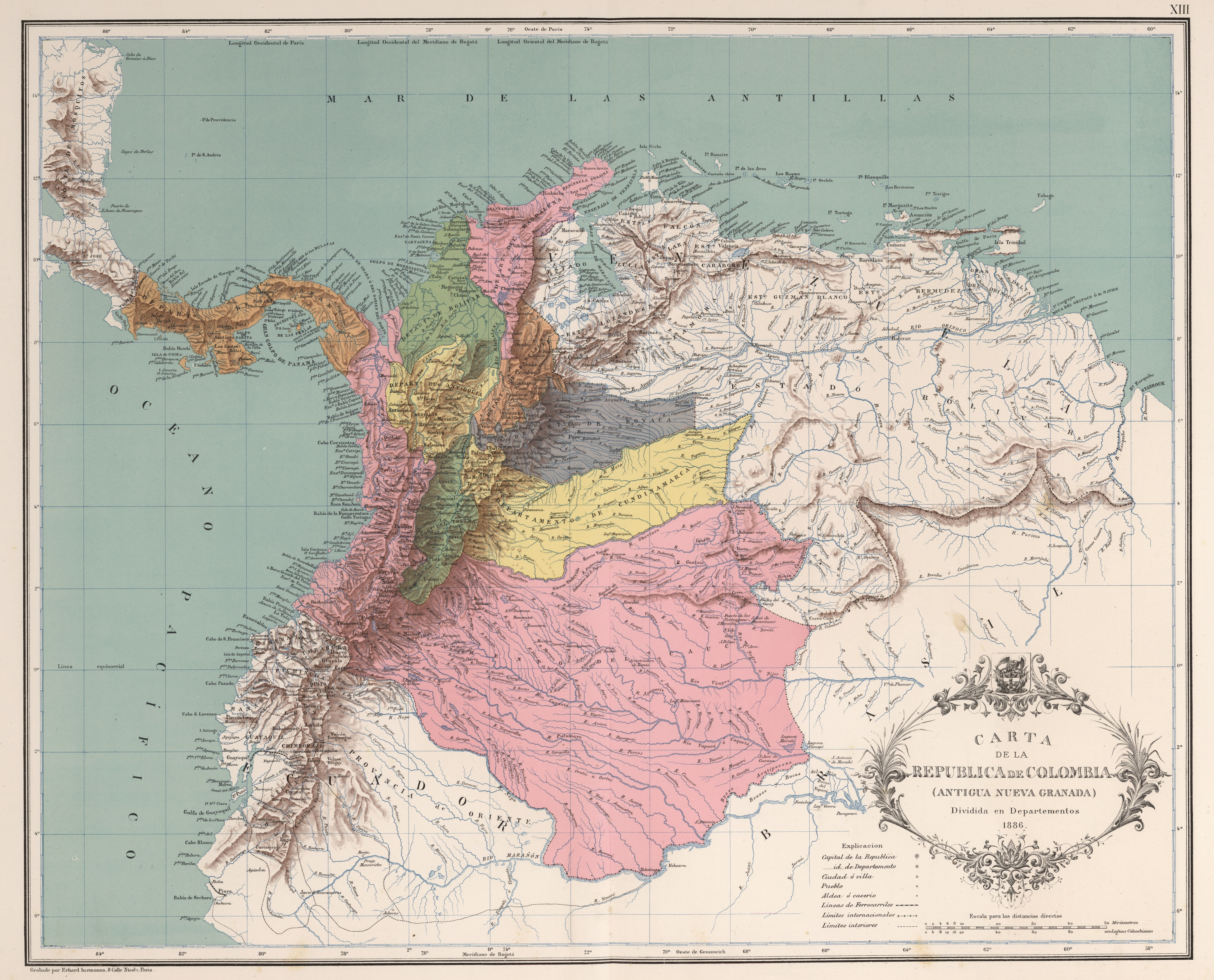
Colombias department 1890.

### Fotnoter
1. ↑  
Azcarate, Camilo A. (1999). ”Psychosocial Dynamics of the Armed Conflict in Colombia”. Online Journal of Peace and Conflict Resolution 2.1. Arkiverad från originalet den 7 september 2008. https://web.archive.org/web/20080907222242/http://trinstitute.org/ojpcr/2_1columbia.htm. Läst 28 juli 2014. Arkiverad 7 september 2008 hämtat från the Wayback Machine.